# نظرية تسيكيندورف

أول 160 عددا صحيحا (على المحور السيني) تم إسقاطها حسب تمثيل زيكيندورف البياني.كل لون من ألوان المستطيلات يناظر ويقابل عدد فيبوناتشي وارتفاعه يناظر قيمة كل رقم من هذه الأرقام.

نظرية تسيكيندورف Zeckendorf's Theorem، تمت تسميتها نسبة لعالم الرياضيات البلجيكي إدوارد تسيكيندورف، وهي نظرية حول إمكانية تمثيل الأعداد الصحيحة على شكل مجاميع لأعداد فيبوناتشي.
تقول نظرية تسيكيندورف أن أي عدد صحيح موجب يمكن أن يتم تمثيله بشكل وحيد كمجموع لواحد أو أكثر من أعداد فيبوناتشي المختلفة، بشرط أن لا يحوي هذا المجموع أي عددين متتابعين من أعداد فيبوناتشي. بشكل أكثر تحديدا، إذا كان N هو أي عدد صحيح موجب، فسيكون هناك أعداد صحيحة C0, C1, ... , Ck تحقق أن ci ≥ 2 و ci + 1 > ci + 1 بحيث يكون: {\displaystyle N=\sum _{i=0}^{k}F_{c_{i}}}